# Liste der Kulturdenkmale in Wohla (Löbau)
In der Liste der Kulturdenkmale in Wohla sind die Kulturdenkmale des Ortsteils Wohla der Großen Kreisstadt Löbau verzeichnet, die bis Januar 2019 vom Landesamt für Denkmalpflege Sachsen erfasst wurden (ohne archäologische Kulturdenkmale). Die Anmerkungen sind zu beachten.

## Liste der Kulturdenkmale in Wohla
| Bild                                    | Bezeichnung | Lage                                                                                     | Datierung                                                                          | Beschreibung | ID       |
| --------------------------------------- | --- | ---------------------------------------------------------------------------------------- | ---------------------------------------------------------------------------------- | --- | -------- |
| Direkt Bild zu diesem Denkmal hochladen | Wegestein | (Flurstück 397, ca. 1300 m südlich von Wohla bei Munschke, am Weg nach Eiserode) (Karte) | 19. Jahrhundert                                                                    | Granit, verkehrsgeschichtlich von Bedeutung | 08960242 |
| Weitere Bilder                          | Wegestein | (Flurstück 275, nördlicher Ortsausgang) (Karte)                                          | 19. Jahrhundert                                                                    | Granit, über 2 m hoch, verkehrsgeschichtlich von Bedeutung | 08960636 |
| Weitere Bilder                          | Herrenhaus, Garten und Einfriedungsmauer des Rittergutes Wohla, auf den Steinsäulen der Einfriedung je eine figürliche Plastik | Am Schloss Wohla 18 (Karte)                                                              | Um 1700                                                                            | Einfriedung zur Straße als Sockelmauer mit Steinsäulen und Zaunsfeldern aus Schmiedeeisen, originale Haustür, Freitreppe mit flankierenden Linden, baugeschichtlich und ortsgeschichtlich von Bedeutung   | 08960637 |
| Weitere Bilder                          | Holländermühle Wohla, ehemaliges Wohnhaus, Wohnhaus mit Backofen, Nebengebäude und Brunnen                                     | Am Wohlaer Berg 10 (Karte)                                                               | Erwähnt 1808 (Mühle); 1848 (Wohnhaus); 1939 (Bäckerei); vermutlich 1939 (Backofen) | Backstube und Flur mit originaler Fliesung, Ensemble von baugeschichtlicher, ortsgeschichtlicher und technikgeschichtlicher Bedeutung sowie aufgrund des erhabenen Standorts stark landschaftsbildprägend | 08960635 |

## Tabellenlegende
- Bild: Bild des Kulturdenkmals, ggf. zusätzlich mit einem Link zu weiteren Fotos des Kulturdenkmals im Medienarchiv Wikimedia Commons. Wenn man auf das Kamerasymbol klickt, können Fotos zu Kulturdenkmalen aus dieser Liste hochgeladen werden:
- Bezeichnung: Denkmalgeschützte Objekte und ggf. Bauwerksname des Kulturdenkmals
- Lage: Straßenname und Hausnummer oder Flurstücknummer des Kulturdenkmals. Die Grundsortierung der Liste erfolgt nach dieser Adresse. Der Link (Karte) führt zu verschiedenen Kartendiensten mit der Position des Kulturdenkmals. Fehlt dieser Link, wurden die Koordinaten noch nicht eingetragen. Sind diese bekannt, können sie über ein Tool mit einer Kartenansicht einfach nachgetragen werden. In dieser Kartenansicht sind Kulturdenkmale ohne Koordinaten mit einem roten bzw. orangen Marker dargestellt und können durch Verschieben auf die richtige Position in der Karte mit Koordinaten versehen werden. Kulturdenkmale ohne Bild sind an einem blauen bzw. roten Marker erkennbar.
- Datierung: Baubeginn, Fertigstellung, Datum der Erstnennung oder grobe zeitliche Einordnung entsprechend des Eintrags in der sächsischen Denkmaldatenbank
- Beschreibung: Kurzcharakteristik des Kulturdenkmals entsprechend des Eintrags in der sächsischen Denkmaldatenbank, ggf. ergänzt durch die dort nur selten veröffentlichten Erfassungstexte oder zusätzliche Informationen
- ID: Vom Landesamt für Denkmalpflege Sachsen vergebene, das Kulturdenkmal eindeutig identifizierende Objekt-Nummer. Der Link führt zum PDF-Denkmaldokument des Landesamtes für Denkmalpflege Sachsen. Bei ehemaligen Kulturdenkmalen können die Objektnummern unbekannt sein und deshalb fehlen bzw. die Links von aus der Datenbank entfernten Objektnummern ins Leere führen. Ein ggf. vorhandenes Icon  führt zu den Angaben des Kulturdenkmals bei Wikidata.